# António Agostinho Neto International Airport

i7
i11
i13
Der Dr. António Agostinho Neto International Airport (zuvor geplant als Angola International Airport, portugiesisch Aeroporto Internacional de Angola, IATA-Code: NBJ, ICAO-Code: FNBJ) ist der Großflughafen der angolanischen Hauptstadt Luanda. Er soll den Aeroporto Internacional Quatro de Fevereiro schrittweise ablösen und Drehkreuz von TAAG Angola Airlines werden. Der Flughafen befindet sich 40 km von Luanda entfernt, auf dem Gebiet der Gemeinde Bom Jesus in der Provinz Bengo. Die bis 2018 entstandenen Baukosten, welche komplett von der Volksrepublik China vorfinanziert wurden, betrugen 6,4 Milliarden US-Dollar. Nach mehrjährigen Verzögerungen wurde der Flughafen schließlich im November 2023 eröffnet.

## Geschichte
Seit Ende des Bürgerkriegs 2002 vollzieht sich in Angola ein rasantes Wirtschaftswachstum. Um die zunehmende Geschäftstätigkeit mit der ganzen Welt zu bewältigen und die drastische Zunahme der Logistik-Netzwerke in Angola zu sichern, war der Neubau eines neuen und großen internationalen Flughafens unumgänglich.
Das Projekt wurde fast ausschließlich von chinesischen Arbeitskräften realisiert, weshalb es bei Baubeginn Proteste der einheimischen Bevölkerung gab. Dabei kam es vereinzelt zu Tumulten, weil Polizei und Militär Zwangsräumungen mit Bulldozern von illegal errichteten Hüttensiedlungen absicherten. Die Angolaner sahen sich gegenüber den Chinesen im Nachteil und verlangten an den Bauarbeiten mitbeteiligt zu werden.
Die Eröffnung des neuen Flughafens wurde aus finanziellen Gründen mehrmals verschoben. Ursprünglich für 2015/2016 vorgesehen, sollte er spätestens 2017 eröffnet werden, danach 2020. Doch auch dieser Termin ließ sich nicht realisieren. Der neue Flughafen sollte für ein Passagieraufkommen von 15 Millionen Fluggästen pro Jahr ausgelegt werden und mit 31 Fluggastbrücken versehen werden. Ausführende Baufirmen waren ein Konsortium chinesischer Baufirmen unter Federführung der im Jahr 2003 in Hongkong gegründeten China International Fund (CIF) und der brasilianischen Organisation Odebrecht. Aufgrund der aufgetretenen Konstruktionsfehler und Qualitätsmängel beim Material wurde die Baufirma CIF durch das ebenfalls chinesische Unternehmen AVIC ersetzt. Mit der Vila Chinesa errichteten die Chinesen für das Projekt eine neue großflächige Bausiedlung mit Unterkünften für Arbeiter und Materialdepots östlich von Viana. Nach festgestellten Konstruktionsfehlern und Qualitätsmängeln wurde die Eröffnung zunächst auf voraussichtlich 2022 verschoben. Später war eine erneute Verschiebung auf Ende 2023 angekündigt worden.

## Flughafenanlagen

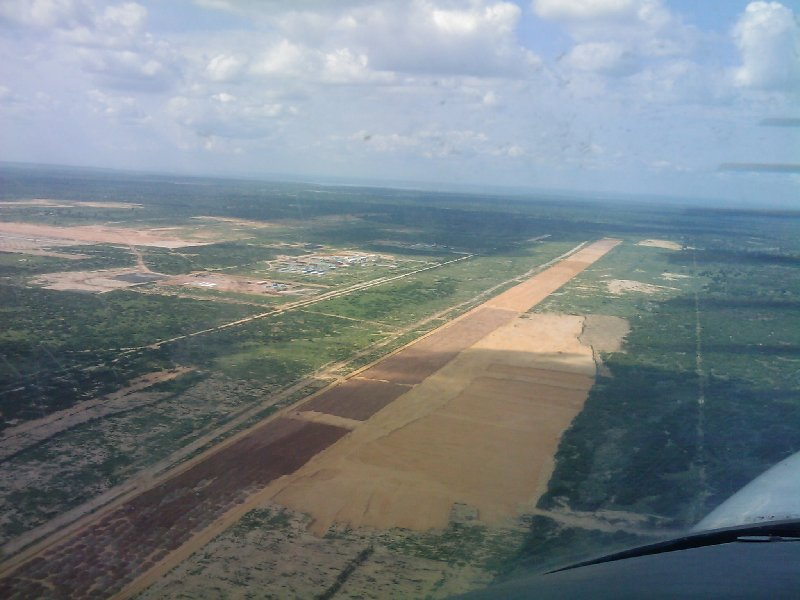
Luftaufnahme von der Airport-Baustelle bei Luanda, März 2009

Das Gelände des Passagier-Terminals beansprucht 160.000 Quadratmeter Fläche, der Bereich des Cargo-Terminals ist 6200 Quadratmeter groß und besitzt eine Kapazität von 130.000 Tonnen Frachtumschlag pro Jahr, mit einer Ausbaukapazität von bis zu 440.000 Tonnen pro Jahr. Der Flughafen verfügt über zwei Start- und Landebahnen. Die Nordpiste ist 4200 Meter lang, während die Südpiste 3800 Meter lang ist; beide messen 60 Meter in der Breite.
Die Gesamtfläche des Flughafens macht 50 Quadratkilometer aus, wobei andere ergänzende Infrastrukturen, wie Geschäfte, Hangars, Restaurants, Büros, sowie der Bau eines Hotels nahe des Flughafens nicht eingerechnet sind. Das Projekt umfasst ebenso den Bau einer Eisenbahnverbindung in die Hauptstadt, in die Provinz Luanda und möglicherweise zur benachbarten Provinz Malanje. Um eine geregelte Zufahrt von (und Abfahrt nach) Luanda per Straße zu ermöglichen, muss die bestehende Überlandstraße, die von Luanda über Viana nach Osten führt, ganz erheblich ausgebaut werden, da bei ihrer bisherigen Breite auf der Strecke bis Viana tagsüber meist Stau herrscht und im Schritt gefahren werden muss.